# Gerald Klatskin
Gerald Klatskin (Nueva York, 5 de mayo de 1910-New Haven, Connecticut; 27 de marzo de 1986) fue un médico estadounidense.

## Biografía
De padres rusos, nació en Nueva York el 5 de mayo de 1910. Estudió en la Universidad Cornell y en el centro médico de esta institución, además de realizar su posgrado en la Universidad Yale, a la que estuvo ligado hasta julio de 1978. Experto en la patología del hígado, fue uno de los primeros en identificar el colangiocarcinoma hiliar, que se desarrolla en la unión de los conductos hepáticos izquierdo y derecho, que dan lugar al conducto hepático común; en su honor lleva el nombre de tumor de Klatskin. Falleció en New Haven (Connecticut) el 27 de marzo de 1986. En 1993 se publicó su atlas, Histopathology of the Liver, completado por Harold Conn.